# Plotyn
Plotyn (gr. Πλωτῖνος Plotinos; ur. 204/205 prawdopodobnie w Lykopolis w Egipcie, zm. 270 w Kampanii) – filozof starożytny, twórca systemu filozoficznego zwanego neoplatonizmem.

## Życiorys
O życiu filozofa wiadomo niewiele. Najważniejszym źródłem jest biografia filozofa spisana przez jego ucznia Porfiriusza, zawiera ona jednak skąpe informacje . Jedno ze źródeł o wątpliwej wiarygodności twierdzi, że Plotyn urodził się w Lykopolis. Młodość spędził w Aleksandrii, nie wiadomo jednak czy był Grekiem, czy też urodził się w zhellenizowanej rodzinie egipskiej . Na pewno należał do arystokracji, jego rodzina utrzymywała bliskie relacje z dworem cesarskim i elitami Rzymu. W 28 roku życia rozpoczął studia filozoficzne pod okiem Ammoniosa Sakkasa. Niewiele wiadomo na temat tożsamości Ammoniosa. W 242 roku Plotyn chciał udać się do Persji w ramach wyprawy wojennej organizowanej przez cesarza Gordiana, jego celem miało być poznanie filozofii perskiej i indyjskiej . Wyprawa wojenna spełzła jednak na niczym, cesarz został zamordowany w Mezopotamii i filozof musiał uciekać. Ok. 245 roku, przeniósł się do Rzymu, gdzie założył własną szkołę i mieszkał do śmierci . Porfiriusz podaje, że przez pierwsze 10 lat istnienia szkoły Plotyn wykładał jedynie poglądy Ammoniosa, następnie zaczął wykładać i spisywać swoją własną naukę . „Szkoła“ Plotyna nie była szkołą w przyjętym znaczeniu, w domu filozofa odbywały się wykłady lub seminaria, były one jednak otwarte dla każdego. Porfiriusz odróżnia od siebie słuchaczy Plotyna, których było wielu i zwolenników, których wylicza zaledwie kilku. Przy czym zwolennicy byli nie tyle zawodowymi filozofami, a raczej osobami, które miały ambicje prowadzenia filozoficznego stylu życia. Wśród słuchaczy znajdowało się wielu arystokratów z Rzymu o różnych poglądach. Przyjacielem filozofa był sam cesarz Galien i jego żona. Szkoła była otwarta dla kobiet, słuchaczkami były trzy kobiety, m.in. Gemina, właścicielka domu, w którym mieszkał i uczył Plotyn. 

## Poglądy
Plotyn uważał się za wiernego ucznia Platona jednak jego filozofia nie jest prostym wykładem platonizmu . Dwa najczęściej cytowane przez Plotyna dialogi Platona to „Timajos“ i „Parmenides“. Plotyn łączył platonizm z elementami stoicyzmu, neopitagoreizmu, a także filozofów aleksandryjskich: Filona i Ammoniosa. Zaczął pisać późno, dopiero od 50 roku życia. Ponieważ pisał niesystematycznie, całkowicie nie dbając o językowy kształt i tytuły, nie zebrał w jednym dziele podstawowych swych poglądów. Zostały one wyłożone w Enneadach (54 rozprawy, ułożone w 6 dziewiątek, tytuł oznacza „Dziewiątnice”), na które składają się rozprawy zebrane przez ucznia i biografa Plotyna – Porfiriusza z Tyru. Pierwsza Enneada obejmuje rozprawy etyczne, druga fizykalne, trzecia kosmologiczne, czwarta rozprawy o duszy, piąta o rozumie, szósta o najwyższych kategoriach, bycie, dobru, jedności.
Zasadą bytu, tym co istnieje naprawdę jest Jednia (τὸ Ἕν) – doskonała i prosta substancja, która jest niepoznawalna, gdyż każda próba jej poznania prowadziłaby do wyszczególnienia jej własności i powstania rozróżnienia: Jednia – własności, co przeczyłoby jej prostocie. Jednia kontempluje samą siebie i emanuje z siebie hierarchicznie kolejne szczeble bytu – hipostazy. Z Jedni wyłania się pierwsza hipostaza – Umysł (νοῦς nus, który można interpretować zarówno jako Boga jak i grecki λόγος logos), który w akcie samopoznania zwraca się ku sobie, ujmuje i odróżnia siebie jako to, co poznaje (podmiot poznania) i jako to, co jest poznawane (przedmiot poznania). Ów umysł podwojony to druga hipostaza – to jego myśli są wzorcami i przyczynami poszczególnych rzeczy, które wypełniają świat. Dusza pierwsza (ψυχή psyche – najwyższy duch) powstaje, gdy umysł zapatrzony w Jednię tworzy jej ogląd. Dusza pragnie tworzyć, jednak jej moc jest zbyt mała – dlatego też wszystko, co się z niej wyłania (świat zmysłowy) nie jest już samodzielnym bytem – hipostazą. Dusza stanowi najniższy, ostatni poziom w emanacyjnym ciągu bytów. Teoria emanacji (απορροή) była podstawową myślą systemu Plotyna. Świat był dla niego kolejnym emanowaniem coraz to nowych istnień. Założył, że kolejne byty są mniej doskonałe. Byty doskonałe mają większą moc twórczą. Twór jest zawsze mniej doskonały od twórcy. Zauważa więc porządek zmniejszających się doskonałości. Szereg ten zaczyna się od bytu najdoskonalszego – Absolutu, Jedni – i trwa, dopóki nie wyczerpie się zmniejszająca się stopniowo doskonałość i moc twórcza. Tę drabinę zstępujących po kolei bytów nazwał greckim słowem efesis (ἔφεσις).
Powracając do tworów duszy – świat zmysłowy składa się z dwóch czynników o nierównej wartości: duszy i ciała. Dusza udziela ciału istnienia i życia, ciało zaś dzięki duszy uczestniczy w istnieniu i życiu. Dusza tworzy rzeczy wedle doskonałych wzorców – idei umysłu. Idee te uobecniają się w rzeczach materialnych, a rzeczy te uczestniczą z kolei w ideach, upodobniając się do nich. Ale są zawsze odbiciami: niedoskonałymi i niepełnymi. Rzeczy bowiem powstają, różnicują się, zmieniają; nie tyle są, co nieustannie stają się, a następnie giną. W rzeczywistości egzystują, nie popadając w niebyt o tyle tylko, o ile partycypują w ideach i do nich się odnoszą.
Plotyn uważa, że wszystkie dusze indywidualne (osoby) są w rzeczywistości przejawami jednej i tej samej duszy. Nie są ze sobą tożsame, ponieważ każda jest umieszczona w osobnym ciele, stanowią jednak niejako moce jednej „wszechduszy“.
Materia stanowi ostatni, najniższy szczebel efesis. Jej istnienie jest niemal równoznaczne z nieistnieniem. Materię możemy określać jedynie negatywnie, jako coś, co jest niedostatkiem, niepełnością, brakiem istnienia, a więc – nicością. A ponieważ istnienie jest dobrem, to jego przeciwieństwo – niebyt – jest złem. W ten sposób Plotyn jako pierwszy z filozofów sformułował prywacyjną teorię zła: zło nie istnieje realnie, ontologicznie, lecz jest jedynie czymś negatywnym – niedostatkiem istnienia, jego ograniczeniem i niepełnością, czyli brakiem dobra. Twierdzenie to stało się podstawą teodycei, a zwłaszcza tej wersji, którą opracował święty Augustyn z Hippony.
Tzw. prywacyjną teorię zła już poprzednio sformułował Arystoteles; natomiast u Plotyna materia jest zła realnie i należy się z niej wyzwolić.